# 400 mètres haies masculin aux championnats du monde d'athlétisme 2015
Pour un article plus général, voir Championnats du monde d'athlétisme 2015.
Navigation
Moscou 2013 Londres 2017
L'épreuve du 400 mètres haies masculin des championnats du monde de 2015 a lieu les 22, 23 et 25 août 2015 dans le stade national de Pékin , le stade olympique de Pékin, en Chine. Elle est remportée par le Kényan Nicholas Bett.

## Records et performances

### Records
| Record du monde           | Kevin Young             | États-Unis      | 46 s 78 | Barcelone, Espagne   | 6 août 1992       |
| Record des championnats   | Kevin Young             | États-Unis      | 47 s 18 | Stuttgart, Allemagne | 19 août 1993      |
| Record d'Afrique          | Samuel Matete           | Zambie          | 47 s 10 | Zurich, Suisse       | 7 août 1991       |
| Record d'Asie             | Hadi Soua'an Al-Somaily | Arabie saoudite | 47 s 53 | Sydney, Australie    | 27 septembre 2000 |
| Record d'Amérique du Nord | Kevin Young             | États-Unis      | 46 s 78 | Barcelone, Espagne   | 6 août 1992       |
| Record d'Amérique du Sud  | Bayano Kamani           | Panama          | 47 s 84 | Helsinki, Finlande   | 7 août 2005       |
| Record d'Europe           | Stéphane Diagana        | France          | 47 s 37 | Lausanne, Suisse     | 5 juillet 1995    |
| Record d'Océanie          | Rohan Robinson          | Australie       | 48 s 28 | Atlanta, États-Unis  | 31 juillet 1996   |

### Meilleures performances de l'année 2015
Les dix athlètes les plus rapides de l'année sont, avant les championnats, les suivants.
| 1  | Bershawn Jackson | États-Unis | 48 s 09 | Doha     | 15 mai 2015     |
| 2  | Johnny Dutch     | États-Unis | 48 s 13 | Rome     | 4 juin 2015     |
| 3  | Nicholas Bett    | Kenya      | 48 s 29 | Nairobi  | 1er août 2015   |
| 4  | Michael Tinsley  | États-Unis | 48 s 34 | Rome     | 4 juin 2015     |
| 5  | Michael Stigler  | États-Unis | 48 s 44 | Austin   | 27 mars 2015    |
| 5  | Kerron Clement   | États-Unis | 48 s 44 | Eugene   | 27 juin 2015    |
| 7  | Kariem Hussein   | Suisse     | 48 s 45 | Zoug     | 8 août 2015     |
| 8  | Javier Culson    | Porto Rico | 48 s 48 | New York | 13 juin 2015    |
| 9  | Jeffery Gibson   | Bahamas    | 48 s 51 | Toronto  | 23 juillet 2015 |
| 10 | Patryk Dobek     | Pologne    | 48 s 62 | Monaco   | 17 juillet 2015 |

## Critères de qualification
Pour se qualifier pour les championnats, il fallait avoir réalisé 49 s 50 ou moins entre le 1er octobre 2014 et le 10 août 2015.
Le champion du monde en titre et le vainqueur de la Ligue de diamant 2014 bénéficient d'une wild card, tandis que les champions continentaux en titre sont également qualifiés, la décision finale d'aligner l'athlète relevant de la fédération nationale concernée.

## Faits marquants
Grand favori, Bershawn Jackson qui arrive avec la meilleure performance de l'année avec 48 s 09 est éliminé dès les séries, gêné par une blessure.
La victoire finale de Nicholas Bett offre la première médaille d'or de son histoire au Kenya sur une distance inférieure à 800 mètres.

## Médaillés
| Or            | Argent            | Bronze         |
| Nicholas Bett | Denis Kudryavtsev | Jeffery Gibson |

## Résultats

### Finale
| Rang               | Athlète           | Temps   | Note   |
| ------------------ | ----------------- | ------- | ------ |
| Médaille d'or      | Nicholas Bett     | 47 s 79 | WL, NR |
| Médaille d'argent  | Denis Kudryavtsev | 48 s 08 | NR     |
| Médaille de bronze | Jeffery Gibson    | 48 s 17 | NR     |
| 4                  | Kerron Clement    | 48 s 18 | SB     |
| 5                  | Boniface Tumuti   | 48 s 33 |        |
| 6                  | Yasmani Copello   | 48 s 96 |        |
| 7                  | Patryk Dobek      | 49 s 14 |        |
| 8                  | Michael Tinsley   | 50 s 02 |        |

### Demi-finales
Les 2 premiers de chaque demi-finale et les deux meilleurs temps sont qualifiés pour la finale.
| Rang | Athlète             | Temps       | Note |
| ---- | ------------------- | ----------- | ---- |
| 1    | Boniface Tumuti     | 48 s 29 (Q) | PB   |
| 2    | Kerron Clement      | 48 s 50 (Q) |      |
| 3    | Timofey Chalyy      | 48 s 69     | =PB  |
| 4    | Thomas Barr         | 48 s 71     |      |
| 5    | Rasmus Mägi         | 48 s 76     |      |
| 6    | Abdelmalik Lahoulou | 48 s 87     | NR   |
| 7    | Annsert Whyte       | 48 s 90     | SB   |
| 8    | Michaël Bultheel    | 49 s 66     |      |

| Rang | Athlète           | Temps       | Note |
| ---- | ----------------- | ----------- | ---- |
| 1    | Denis Kudryavtsev | 48 s 23 (Q) | PB   |
| 2    | Jeffery Gibson    | 48 s 37 (Q) | NR   |
| 3    | Patryk Dobek      | 48 s 40 (q) | PB   |
| 4    | Yasmani Copello   | 48 s 46 (q) | NR   |
| 5    | Johnny Dutch      | 48 s 74     |      |
| 6    | L.J. van Zyl      | 48 s 89     |      |
| 7    | Haron Koech       | 49 s 54     |      |
| 8    | Wen Cheng         | 49 s 62     |      |

| \| Rang \| Athlète \| Temps \| Note \| \| ---- \| --------------- \| ----------- \| ---- \| \| 1 \| Michael Tinsley \| 48 s 47 (Q) \| \| \| 2 \| Nicholas Bett \| 48 s 54 (Q) \| \| \| 3 \| Kariem Hussein \| 48 s 59 \| \| \| 4 \| Niall Flannery \| 49 s 17 \| \| \| 5 \| Javier Culson \| 49 s 36 \| \| \| 6 \| Leford Green \| 49 s 59 \| \| \| 7 \| Kurt Couto \| 50 s 58 \| \| \| 8 \| Yuki Matsushita \| 51 s 10 \| \| |                 |             |      |
| Rang | Athlète         | Temps       | Note |
| 1 | Michael Tinsley | 48 s 47 (Q) |      |
| 2 | Nicholas Bett   | 48 s 54 (Q) |      |
| 3 | Kariem Hussein  | 48 s 59     |      |
| 4 | Niall Flannery  | 49 s 17     |      |
| 5 | Javier Culson   | 49 s 36     |      |
| 6 | Leford Green    | 49 s 59     |      |
| 7 | Kurt Couto      | 50 s 58     |      |
| 8 | Yuki Matsushita | 51 s 10     |      |

### Séries
Les 4 premiers de chaque série (Q) plus les 4 meilleurs temps (q) se qualifient pour les demi-finales.
| Rang | Athlète             | Temps       | Note |
| ---- | ------------------- | ----------- | ---- |
| 1    | Nicholas Bett       | 48 s 37 (Q) |      |
| 2    | Timofey Chalyy      | 49 s 05 (Q) | SB   |
| 3    | Jeffery Gibson      | 49 s 09 (Q) |      |
| 4    | Kurt Couto          | 49 s 15 (Q) | SB   |
| 5    | Abdelmalik Lahoulou | 49 s 33 (q) |      |
| 6    | Roxroy Cato         | 49 s 47     |      |
| 7    | Michael Cochrane    | 49 s 58     | NR   |
| 8    | Takayuki Kishimoto  | 49 s 78     |      |
| 9    | Eric Alejandro      | 49 s 94     |      |

| Rang | Athlète                 | Temps       | Note |
| ---- | ----------------------- | ----------- | ---- |
| 1    | Boniface Mucheru Tumuti | 48 s 79 (Q) | PB   |
| 2    | Michael Tinsley         | 48 s 91 (Q) |      |
| 3    | Javier Culson           | 49 s 02 (Q) |      |
| 4    | L.J. van Zyl            | 49 s 12 (Q) |      |
| 5    | Leford Green            | 49 s 33 (q) |      |
| 6    | Yuta Konishi            | 49 s 58     | SB   |
| 7    | Jehue Gordon            | 49 s 91     |      |
| 8    | Maoulida Daroueche      | 53 s 06     |      |
|      | Andrés Silva            | DNS         |      |

| Rang | Athlète           | Temps       | Note |
| ---- | ----------------- | ----------- | ---- |
| 1    | Kerron Clement    | 48 s 75 (Q) |      |
| 2    | Niall Flannery    | 48 s 90 (Q) | SB   |
| 3    | Kariem Hussein    | 49 s 08 (Q) |      |
| 4    | Annsert Whyte     | 49 s 10 (Q) |      |
| 5    | Miles Ukaoma      | 49 s 38     |      |
| 6    | Saber Boukemouche | 51 s 54     |      |
|      | Mohamed Sghaïer   | DQ          |      |
|      | Cornel Fredericks | DNS         |      |

| Rang | Athlète                | Temps       | Note |
| ---- | ---------------------- | ----------- | ---- |
| 1    | Yasmani Copello        | 48 s 89 (Q) | NR   |
| 2    | Rasmus Mägi            | 49 s 18 (Q) |      |
| 3    | Thomas Barr            | 49 s 20 (Q) |      |
| 4    | Cheng Wen              | 49 s 56 (Q) | PB   |
| 5    | Ivan Shablyuyev        | 49 s 56     |      |
| 6    | Eric Cray              | 50 s 04     |      |
| 7    | Bershawn Jackson       | 50 s 14     |      |
| 8    | Johannes Hardus Maritz | 51 s 10     |      |
|      | Jack Green             | DNS         |      |

| \| Rang \| Athlète \| Temps \| Note \| \| ---- \| ------------------- \| ----------- \| ---- \| \| 1 \| Denis Kudryavtsev \| 48 s 51 (Q) \| PB \| \| 2 \| Patryk Dobek \| 48 s 94 (Q) \| \| \| 3 \| Johnny Dutch \| 48 s 97 (Q) \| \| \| 4 \| Yuki Matsushita \| 49 s 34 (Q) \| \| \| 5 \| Haron Koech \| 49 s 38 (q) \| PB \| \| 6 \| Michaël Bultheel \| 49 s 38 (q) \| \| \| 7 \| Miloud Rahmani \| 50 s 21 \| \| \| 8 \| Jaak-Heinrich Jagor \| 50 s 29 \| \| \| 9 \| Amadou Ndiaye \| 52 s 40 \| \| |                     |             |      |
| Rang | Athlète             | Temps       | Note |
| 1 | Denis Kudryavtsev   | 48 s 51 (Q) | PB   |
| 2 | Patryk Dobek        | 48 s 94 (Q) |      |
| 3 | Johnny Dutch        | 48 s 97 (Q) |      |
| 4 | Yuki Matsushita     | 49 s 34 (Q) |      |
| 5 | Haron Koech         | 49 s 38 (q) | PB   |
| 6 | Michaël Bultheel    | 49 s 38 (q) |      |
| 7 | Miloud Rahmani      | 50 s 21     |      |
| 8 | Jaak-Heinrich Jagor | 50 s 29     |      |
| 9 | Amadou Ndiaye       | 52 s 40     |      |

## Légende
Records et Performances
- AR : Record continental (area record)
- CR : Record des championnats (championship record)
- MR : Record du meeting (meet record)
- NR : Record national (national record)
- OR : Record olympique (olympic record)
- PR : Record paralympique (paralympic record)
- PB : Record personnel (personal best)
- SB : Meilleure performance personnelle de la saison (season's best)
- WL : Meilleure performance mondiale de l'année (world leader)
- WJR : Record du monde junior (world junior record)
- WR : Record du monde (world record)

Circonstances et Conditions
- DNF : N'a pas terminé (did not finish)
- DNS : N'a pas pris le départ (did not start)
- DQ : Disqualification (disqualification)
- NM : Aucun essai valable enregistré (No Mark)
- Q : Qualifié « directement » au prochain tour (ou à la prochaine compétition), lors d'une compétition majeure, grâce au classement ou à la réalisation des minima (automatic qualifier)
- q : Qualifié au prochain tour (ou à la prochaine compétition), lors d'une compétition majeure, grâce au repêchage ou à la réalisation de l'une des meilleures performances parmi celles des « non qualifiés directement » (grâce au meilleur temps ou à la meilleure distance par exemple) (secondary qualifier)